# The Pony Express Girl
The Pony Express Girl è un cortometraggio muto del 1912 diretto da Pat Hartigan.

## Produzione
Il film, prodotto dalla Kalem Company, fu girato a Santa Monica.

## Distribuzione
Distribuito dalla General Film Company, il film - un cortometraggio di 150 metri- uscì nelle sale cinematografiche degli Stati Uniti l'8 novembre 1912. Nelle proiezioni, veniva programmato con il sistema dello split reel, accorpato in un'unica bobina con un altro cortometraggio prodotto dalla Kalem, il drammatico Stenographer Wanted.